# 秋濱悠太
秋濱 悠太（あきはま ゆうた、2002年5月16日 - ）は、ジャパンラグビーリーグワンのリコーブラックラムズ東京に所属するラグビーユニオン選手。

## 略歴
5歳から練馬ラグビースクール（東京都）でラグビーを始める。中学3年の時に東京都スクール代表として、第23回全国ジュニア・ラグビーフットボール大会（スクールの部）で優勝した。
桐蔭学園高等学校に進み、高2の花園（第99回全国高等学校ラグビーフットボール大会）にフルバックで先発出場し優勝。U17日本代表として、第27回日・韓・中ジュニア交流競技会に出場した。高3の花園（第100回全国高等学校ラグビーフットボール大会）ではセンターとして先発出場して連覇、優秀選手にも選ばれた。
2021年、明治大学に入る。1年時の関東大学春季大会で、先発ウィングで大学初出場。2年時は、秋の関東大学対抗戦と大学選手権（全国大学ラグビーフットボール選手権大会）において全試合で先発した。3年時の関東大学対抗戦ではフルバックでの出場もあった。
2024年4月、U20日本代表選手を中心としたJAPAN XVにオーバーエイジとして加わり、ワールドラグビーパシフィックチャレンジ2024の2試合に出場し優勝した。大学4年時、関東大学対抗戦と大学選手権に13番センターで先発出場し、ベスト4となった。
2025年1月27日、ジャパンラグビーリーグワンのリコーブラックラムズ東京への入団が発表された。同年3月、明治大学卒業。